# Достигая невозможного
«Достигая невозможного» — американский художественный фильм 1989 года.

## Сюжет
У американского скейтбордиста Брайана Келли есть сводный брат — вьетнамец Винь. Они живут в штате Калифорния — в Ориндж-Каунти. Брайан находился в конфликте с родителями, ранее целыми днями совершенствовавший своё мастерство скейтбордиста в компании друзей, начинает самостоятельное расследование обстоятельств внезапной гибели Виня. Винь был найден повешенным, но Брайан не верит в версию его самоубийства. В результате Брайан оказывается свидетелем тайных поставок оружия, под видом пересылки медикаментов вьетнамским беженцам.

## В ролях
| Актёр            | Роль         |
| ---------------- | ------------ |
| Кристиан Слэйтер | Брайан Келли |
| Стивен Бауэр     | Аль Люсеро   |
| Ричард Херд      | Эд Лондэйл   |
| Арт Чудабала     | Винь Келли   |
| Тони Хок         | Бадди        |